# جونيور (لاعب كرة قدم مواليد 1981)
جونيور هو لاعب كرة قدم برازيلي في مركز الوسط، ولد في 5 أكتوبر 1981 في البرازيل. لعب مع نادي بوتافوغو اس بي.

## وصلات خارجية
- جونيور (لاعب كرة قدم مواليد 1981) على موقع قاعدة بيانات كرة القدم.إي يو (الإنجليزية)
- جونيور (لاعب كرة قدم مواليد 1981) على موقع Soccerway.com (الإنجليزية)